# Estação Ferroviária do Rossio

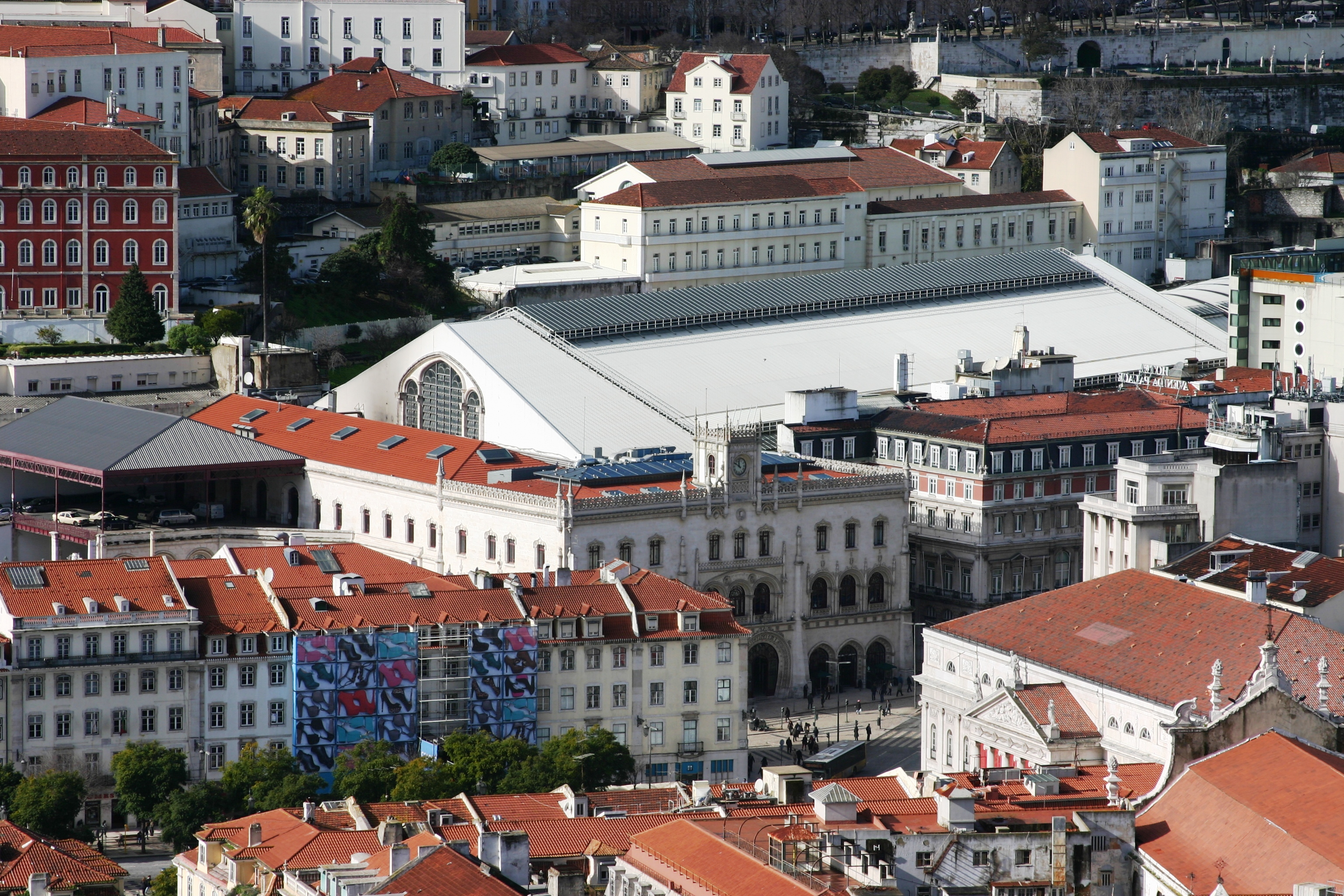
Complexo da Estação do Rossio, visto do Castelo de São Jorge.

A Estação Ferroviária do Rossio ou Gare do Rossio (nome anteriormente grafado como "Rocio"), também chamada Estação Central de Lisboa e Estação de Lisboa-Rossio (ou de Lisboa Rossio, ou de Lisboa - Rossio), é uma interface da Linha de Sintra, sendo uma das principais estações de Lisboa, capital de Portugal. Está situada junto às praças do Rossio e dos Restauradores, no centro da cidade.

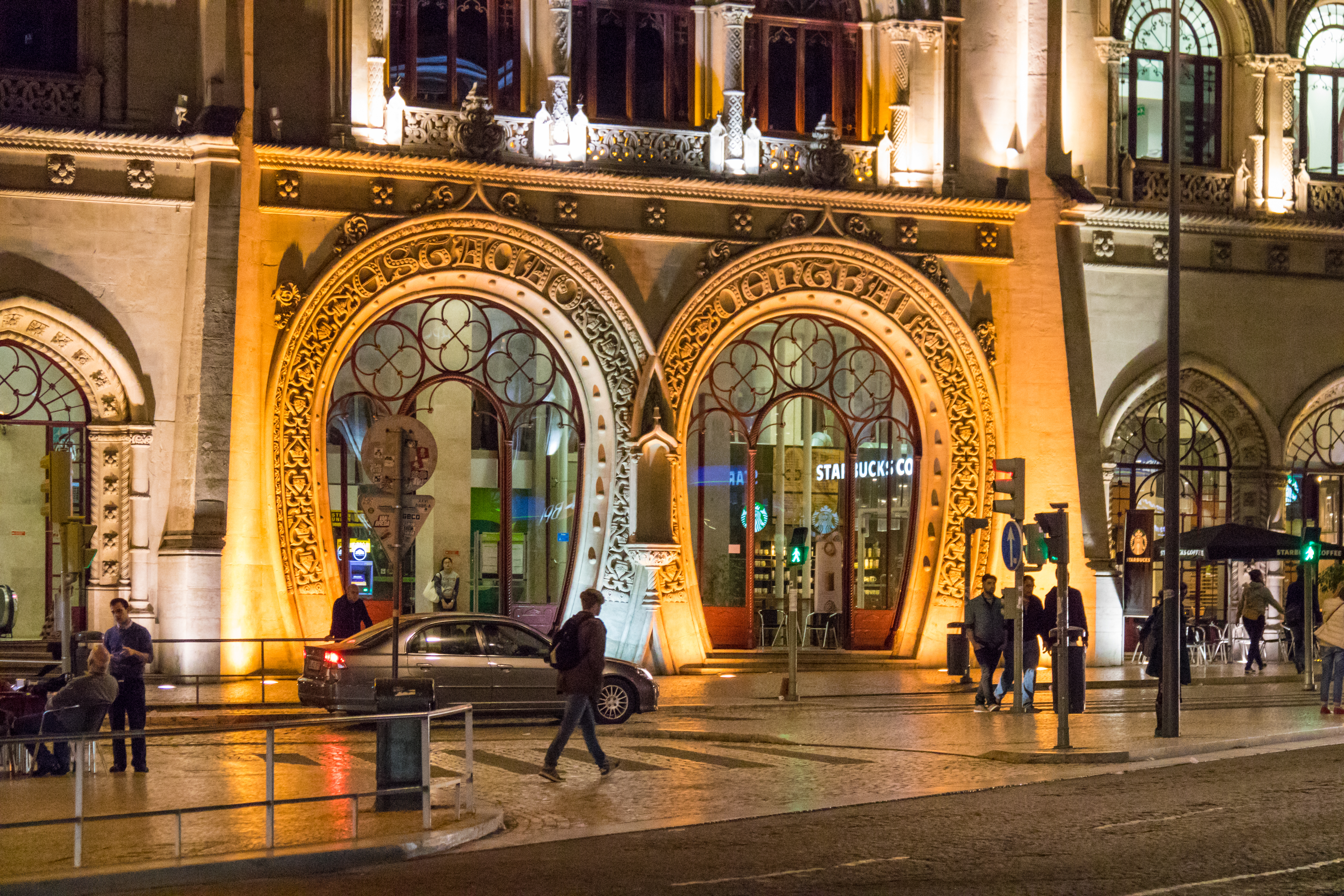
Entrada principal, à noite.

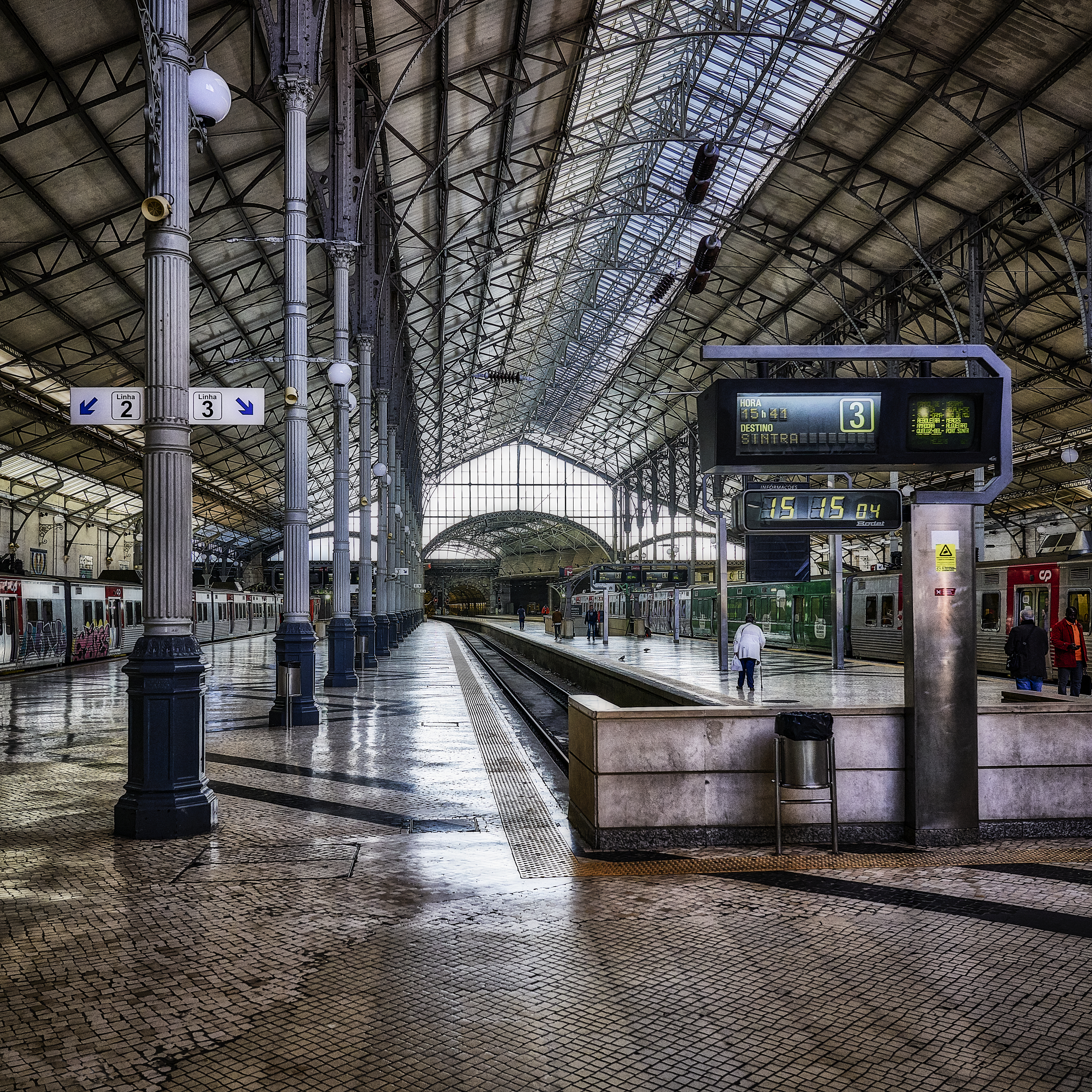
Aspeto da gare.

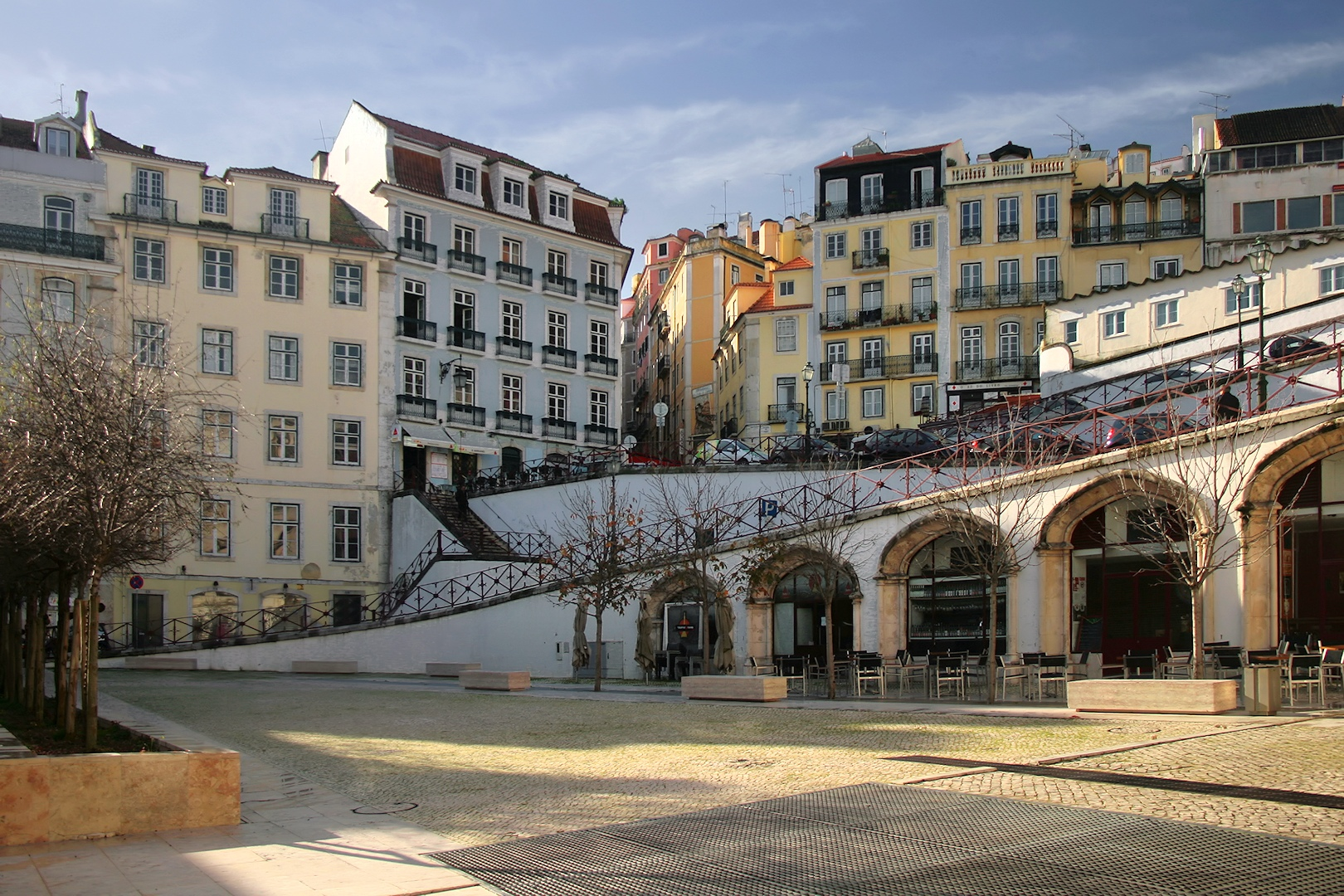
Acesso lateral e zona pedonal anexa à estação.

## Descrição

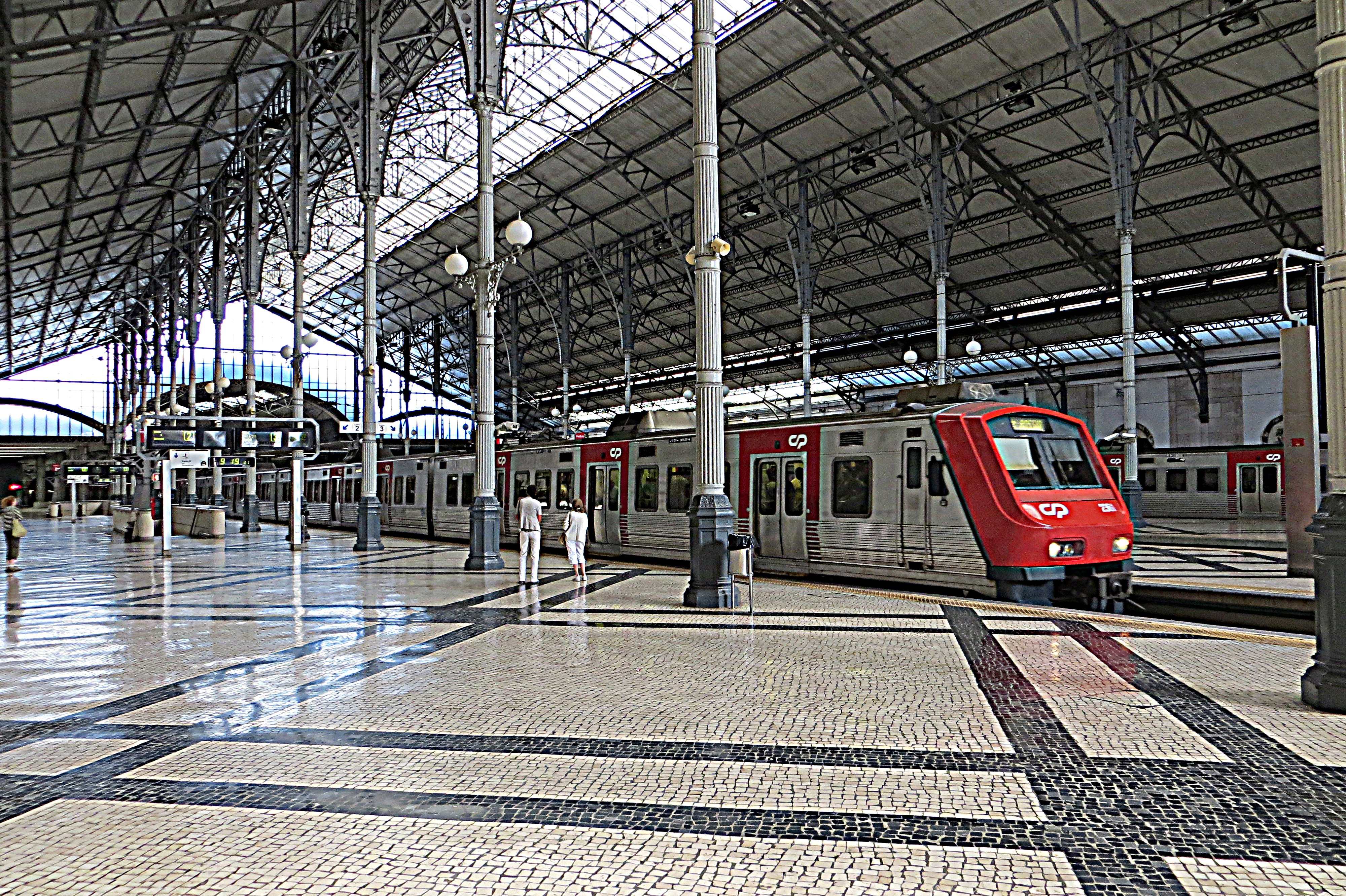
Automotora 2300 com destino a Sintra.

### Localização e acessos
Situa-se na cidade de Lisboa, na freguesia de Santa Maria Maior (até 2013, Santa Justa), tendo acessos pela Rua 1.º de Dezembro e Praça D. João da Câmara, contígua à praças dos Restauradores e do Rossio, e, a um nível mais elevado, pela Calçada do Carmo (via Largo Duque de Cadaval).

### Infraestrutura
A gare do Rossio tem cinco vias de circulação (I, II, III; IV, e V), com comprimentos entre os 85 e 196 m; as plataformas tinham 134 a 208 m de extensão, e apresentavam todas 90 cm de altura — estes valores permanecem essencialmente inalterados desde pelo menos 2011.

#### Edifício

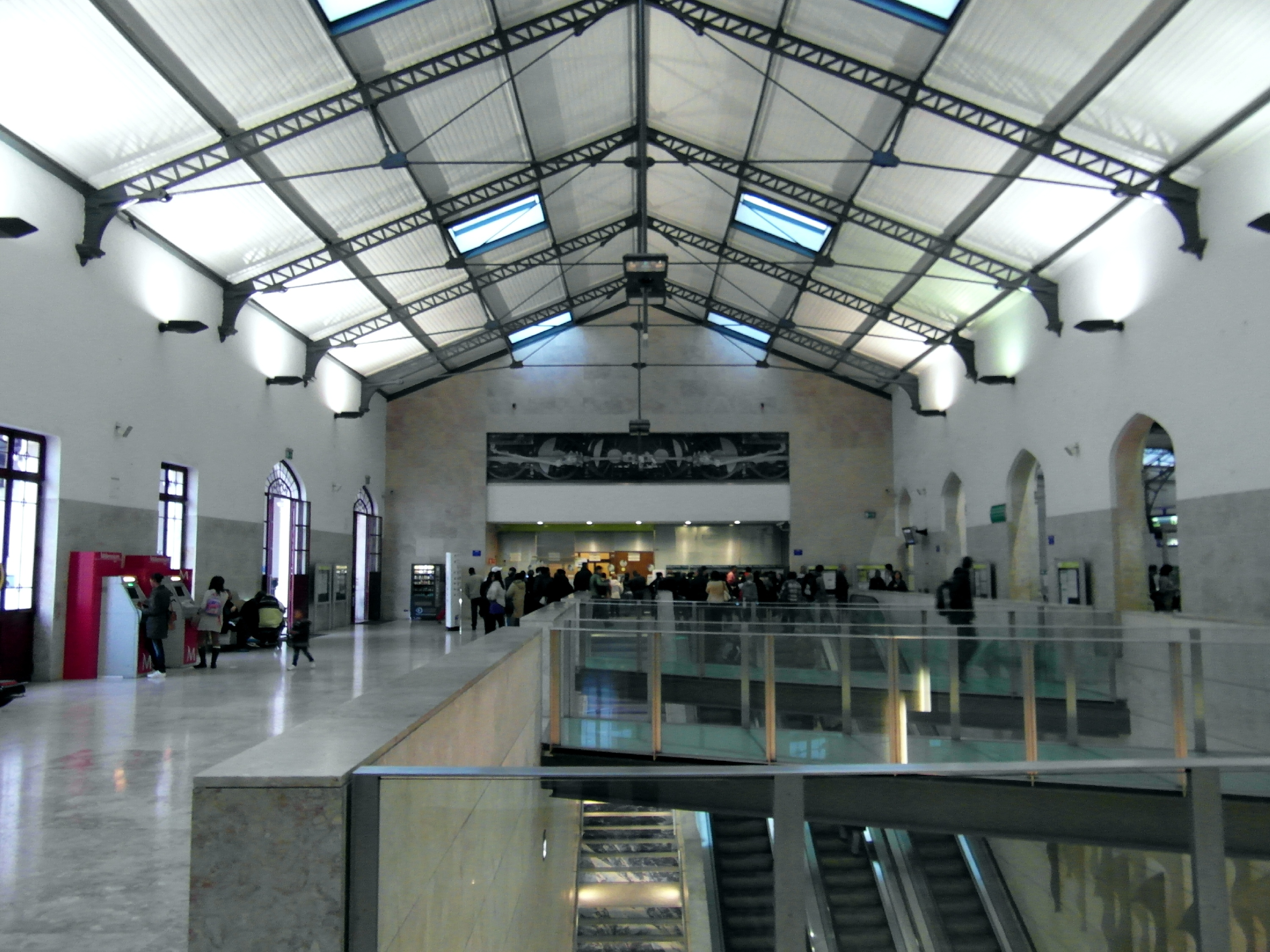
Foyer superior da estação.

O edifício de passageiros situa-se ao topo da via, já que esta foi concebida como estação terminal. Edificado em finais do século XIX em estilo neomanuelino, do risco do arquitecto José Luís Monteiro, está classificado desde 1971 como imóvel de interesse público, estando igualmente integrado numa zona de protecção conjunta dos imóveis classificados da Avenida da Liberdade e área envolvente.
Originalmente, o complexo incluía o edifício da estação com a cobertura metálica, um prédio anexo que albergava o hotel, o Túnel do Rossio, e as rampas de acesso ao Largo do Carmo. A nave da gare, de grandes dimensões, é coberta por um alpendre de ferro e vidro e tem 130 m de comprimento e 21 m de altura, tendo nove vias em 1989.
O complexo da estação compreende-se por vários níveis, vencendo, através de pisos intermédios, o grande desnível entre a altura das vias férreas e a cota do Rossio e dos Restauradores, incluindo também no seu subsolo o acesso à estação Restauradores do Metropolitano de Lisboa, de construção mais recente. Este tipo de estação elevada é raro em Portugal, sendo o Rossio o principal exemplo no país.

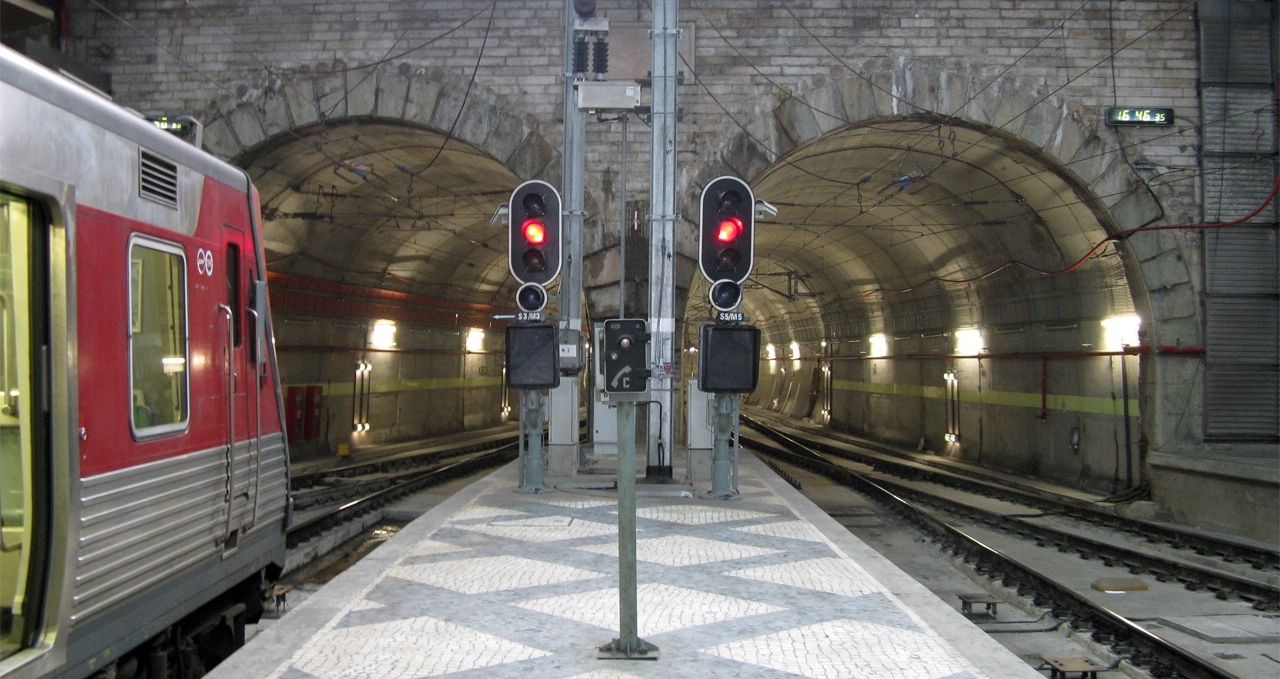
Entrada do Túnel do Rossio, visto a partir da gare.

#### Túnel do Rossio
O acesso dos comboios à estação faz-se, a partir da estação de Campolide, por um túnel em via dupla com 2613 m de comprimento e com um perfil abobadado de 8 m de largura por 6 m de altura máxima. Entre a boca do túnel em Campolide e o seu final na Estação do Rossio este desce 24,26 m, o que corresponde a um declive de aproximadamente 1%. Possui um poço de escapatória para a superfície a meio do percurso, com saída próxima do cruzamento com a Rua Alexandre Herculano.
Entre 2004 e 2008 o túnel esteve encerrado para obras de reabilitação, levando também à desativação da Estação do Rossio por igual período.

#### Enquadramento
Faz parte de um conjunto de quatro estações ferroviárias no centro de Lisboa, terminais das ligações radiais:
- Lisboa - Santa Apolónia (terminal da Linha do Norte - suburbana, regional, intercidades, internacional)
- Lisboa - Rossio (terminal da Linha de Sintra - suburbana)
  - a montante: Campolide-A (terminal da Linha do Sul)
- Lisboa - Cais do Sodré (terminal da Linha de Cascais - suburbana)
- Lisboa - Sul e Sueste (terminal da Linha do Alentejo - suburbana, fluvial)

Estes quatro terminais encontram-se ligados entre si por intermédio de carreiras de transportes urbanos, operadas pela Carris e pelo Metro:
- Santa Apolónia ⇄ Sul e Sueste: Carris (206, 210, 728, 735, 759, 781, 782, 794) e Metro (Linha Azul)
- Santa Apolónia ⇄ Rossio: Carris (206, 759, 794) e Metro (Linha Azul)
- Santa Apolónia ⇄ Cais do Sodré: Carris (206, 210, 706, 735, 781, 782)
- Sul e Sueste ⇄ Rossio: Carris (206, 759, 794) e Metro (Linha Azul)
- Sul e Sueste ⇄ Cais do Sodré: Carris (206, 210, 735, 781, 782)
- Rossio ⇄ Cais do Sodré: Carris (206, 207, 736) e Metro (Linha Verde)

### Serviços
A estação do Rossio integra-se na família de serviços da Linha de Sintra, parte da rede de comboios urbanos de Lisboa, operada pela empresa Comboios de Portugal — não se efetuando aqui atualmente quaisquer outros serviços ferroviários regulares.[carece de fontes?]
Esta interface foi frequentemente servida pelo Sud Expresso, ao longo do século XX, desde 1930. Também recebeu comboios de mercadorias, dispondo em 1940 de um serviço de despacho próprio para este tipo de transporte. Também serviu como um entreposto para o correio transportado por via ferroviária, tendo albergado um serviço de triagem com carimbos próprios.

## História

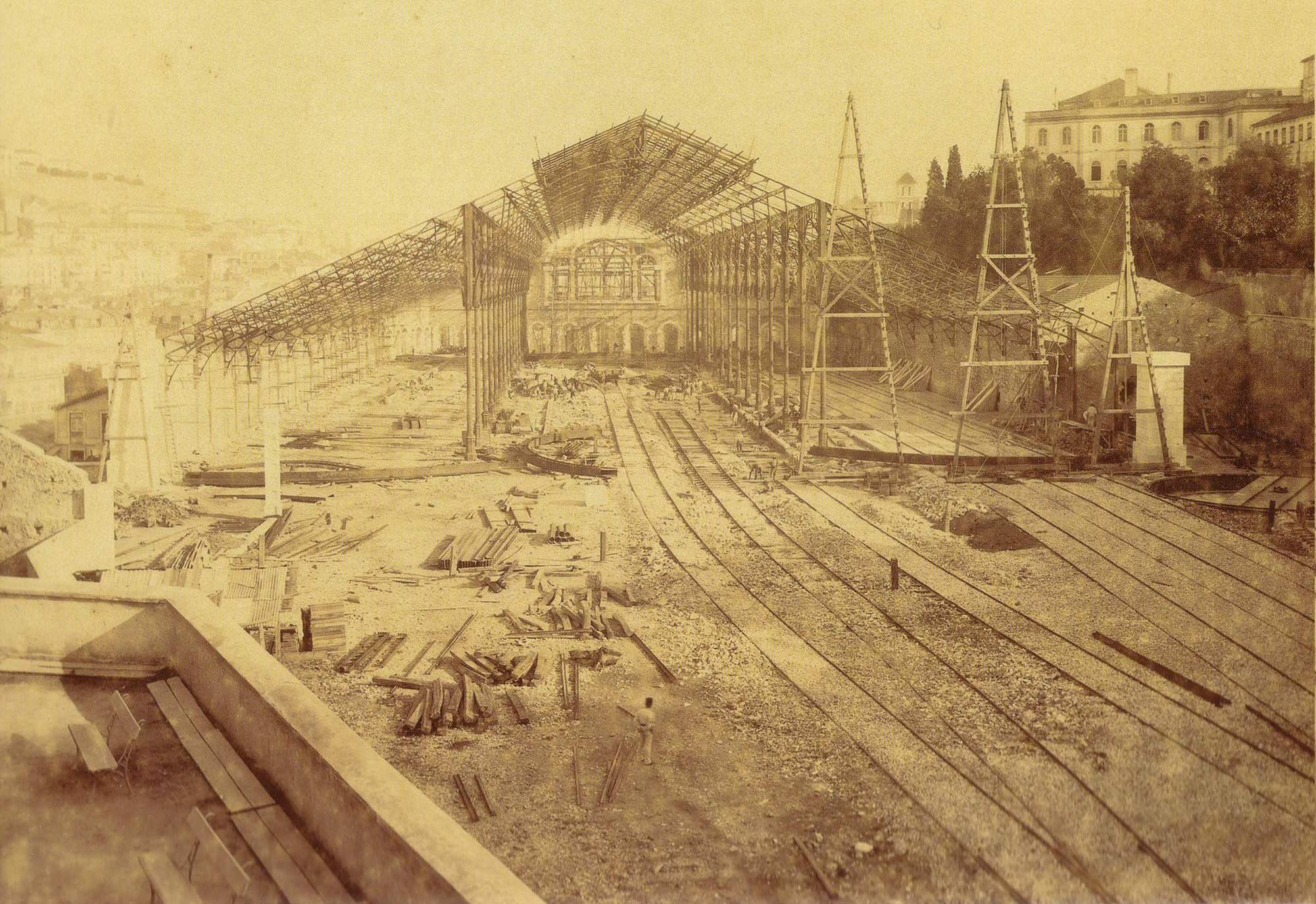
Estação em construção em 1886.

### Século XIX

#### Planeamento e construção
Um alvará de 7 de Julho de 1886 autorizou a Companhia Real dos Caminhos de Ferro Portugueses a construir uma via férrea entre a Linha do Leste, em Xabregas, à Linha do Oeste, em Benfica, e em 9 de Abril de 1887 outro alvará autorizou a Companhia Real a construir e explorar um ramal urbano, em via dupla, que ligasse a Linha do Oeste a uma interface no centro de Lisboa, que serviria para passageiros e mercadorias. Um terceiro alvará, publicado no dia 23 de Julho, autorizou a Companhia a construir dois ramais na futura Linha de Cintura, de forma a ligar à nova gare ferroviária, denominada originalmente de Estação Central de Lisboa (posterior Estação do Rossio).
A estação começou a ser planeada e construída na década de 1880, como um ramal da Linha de Cintura. A sua nave foi planeada entre 1886 e 1887, pelo arquitecto José Luís Monteiro, tendo a construção sido executada pelas firmas DuParcly & Bartissol, Papot & Blanchard, e E. Beraud. Nesse ano, iniciou-se a demolição de vários prédios, para libertar o espaço onde deveria ser construída a estação, tendo-se planeado que o edifício teria cerca de 43,5 por 23 m, e o corpo lateral, 45 por 19 m.
Em 1888, já estava em construção a linha até à estação, e em Abril de 1889 já tinham sido concluídos o Túnel do Rossio e a Estação Central, e a primeira composição atravessou o túnel a 8 de abril.

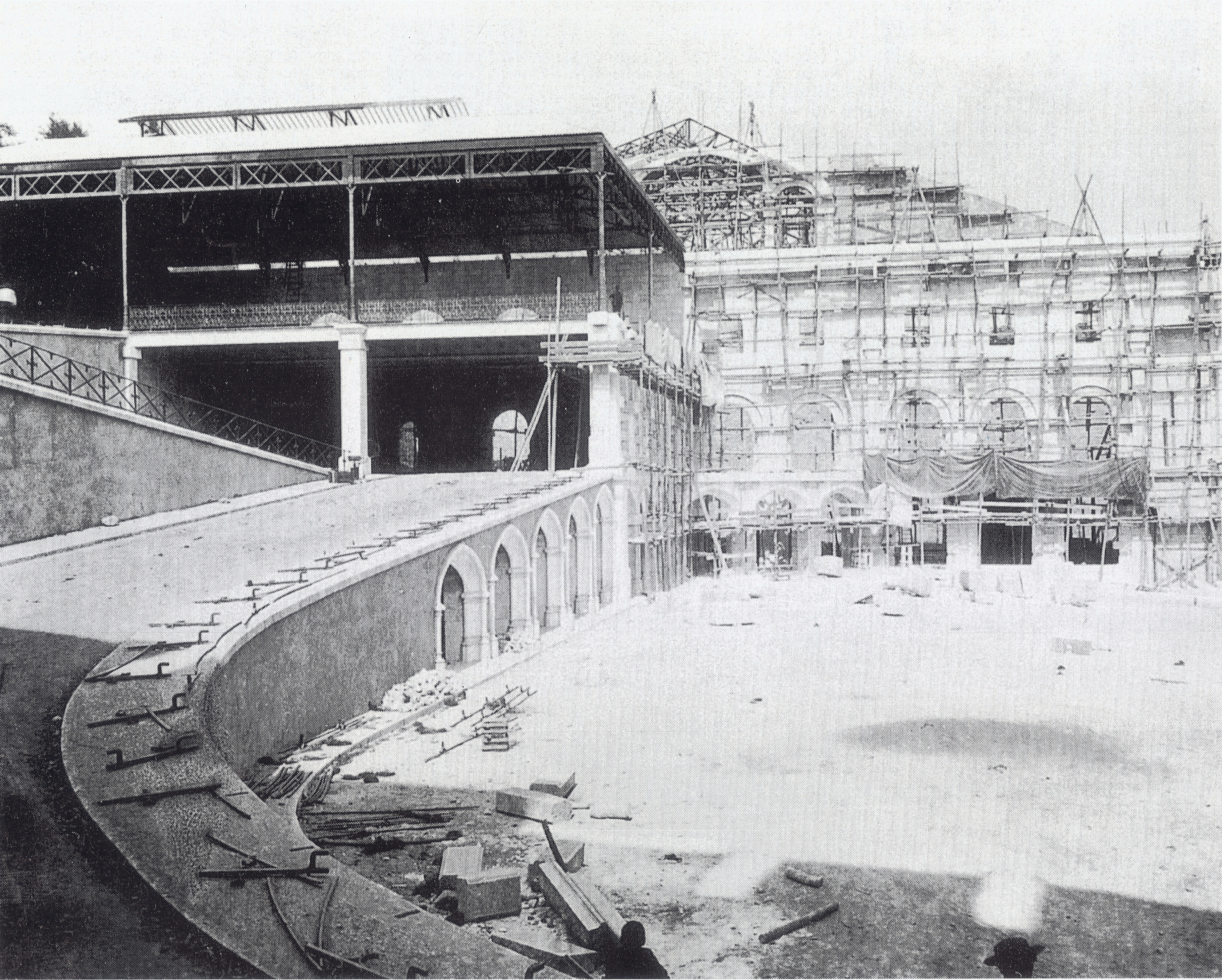
Obras de construção da Gare do Rossio (Largo Duque de Cadaval).

#### Década de 1890
A cerimónia de inauguração ocorreu em 18 de Maio de 1890. Devido à sua situação como estação central na cidade de Lisboa, tornou-se o ponto terminal dos mais importantes comboios internacionais de passageiros, incluindo (desde 1930) o Sud Expresso, que antes partia de Lisboa-Santa Apolónia.
Um despacho de 6 de Junho de 1890 determinou a instalação de um sistema de sinalização no Rossio, no esquema Saxby & Farmer. Em Setembro desse ano, já tinha sido concluída a construção da fachada da estação. Em 16 de Maio de 1891, já tinha sido anunciado que os comboios-correio do Norte e Leste iriam passar a ter o seu terminal na gare do Rossio.
Em 1 Novembro de 1893, a Gazeta dos Caminhos de Ferro informou que tinha sido aberto o concurso para o fornecimento e instalação de iluminação eléctrica na estação e no túnel, com equipamentos próprios para a geração de electricidade. Em Junho de 1894, já tinham entrado ao serviço os sistemas de iluminação eléctrica. Em Fevereiro de 1895, os elevadores foram suspensos para manutenção, tendo os serviços de venda de bilhetes e despacho de bagagens, que normalmente se realizavam no vestíbulo inferior, sido passados para o vestíbulo superior, ao nível da gare. Em Maio de 1896, estava a ser construída uma cabina para a venda de bilhetes para o elevador e acesso à gare.
Em 1899, a Companhia Real introduziu as locomotivas da Série 261 a 272, que foram postas nos comboios rápidos entre o Rossio e a cidade do Porto.

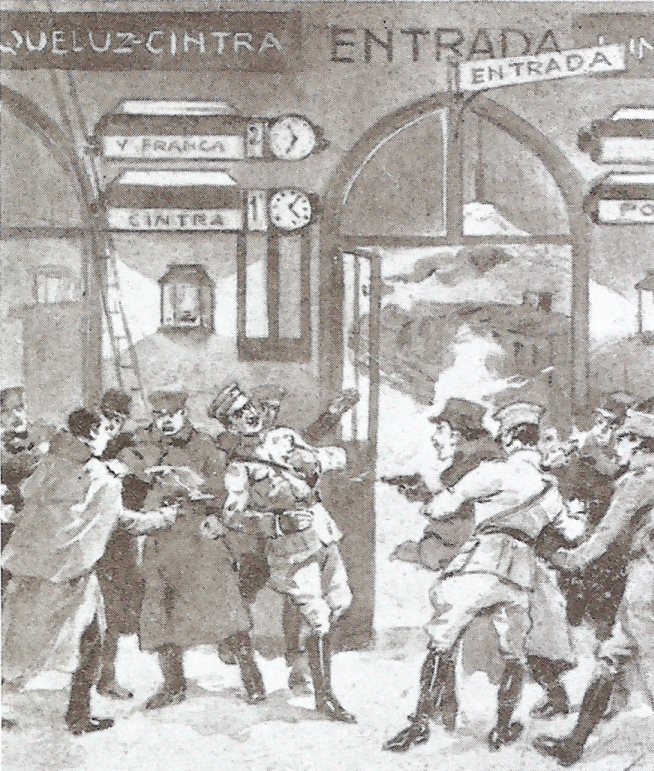
Assassinato de Sidónio Pais na Gare do Rossio, em 14 de Dezembro de 1918 (bilhete postal).

### Século XX

#### Décadas de 1900 e 1910
Em 16 de Janeiro de 1902, a Gazeta dos Caminhos de Ferro noticiou que estava prevista a instalação de novos relógios, de grandes dimensões, da casa Garnier, na gare e nos vestíbulos superior e inferior. A 1 de Agosto desse ano, o mesmo órgão relatou que a Companhia Real tinha contratado a firma francesa Hallé & Cie, para substituir os permutadores hidráulicos nesta estação, por uns eléctricos, prevendo-se, nesta altura, que também os elevadores, monta-cargas, sinais e os aparelhos de mudança de via fossem adaptados à energia eléctrica. Em Setembro de 1903, já tinham entrado ao serviço os novos permutadores.
Em 4 de Dezembro de 1909, o rei D. Manuel II chegou ao Rossio, depois de uma viagem ao Reino Unido. Em 1910 é instalado um sistema de informação sobre as partidas e chegadas iminentes, colocado na parede do vestíbulo.
Nos princípios de 1914, ocorreu uma das maiores greves de ferroviários em Portugal; no primeiro dia da greve, em 14 de Janeiro, foram destacados soldados para guardar a Gare do Rossio, onde se encontrava a administração da empresa, e não circularam comboios na Linha de Sintra devido a actos de sabotagem por parte dos trabalhadores. No dia seguinte, as forças militares e policiais estabeleceram a sua base de operações na estação, e saiu um comboio, carregado de soldados e polícias, que no entanto foi forçado a parar em Campolide devido aos protestos dos grevistas. Nos dias seguintes, a greve começou a dar sinais de abrandar, mas voltou a acender-se no dia 22 de Janeiro, quando a polícia dispersou uma multidão que se tinha juntado na estação ferroviária para apoiar a greve. No dia 23, voltaram a ser feitos vários actos de sabotagem, e a presença policial e militar voltou a ser reforçada nas estações da Linha de Sintra, mas na madrugada do dia 24 ainda rebentaram duas bombas na estação, e uma terceira foi encontrada junto à boca do túnel.
Em 1916 entraram ao serviço as locomotivas a vapor da série 070-097, encomendadas para servir especificamente no serviço tranvia entre Lisboa-Rossio e Sintra, via Túnel do Rossio. Em 14 de Dezembro de 1918, Sidónio Pais foi assassinado na Gare do Rossio. Em 1919, esta foi uma das estações em que foi utilizado o vagão fantasma, um sistema de segurança utilizado para impedir actos de sabotagem por parte dos grevistas.

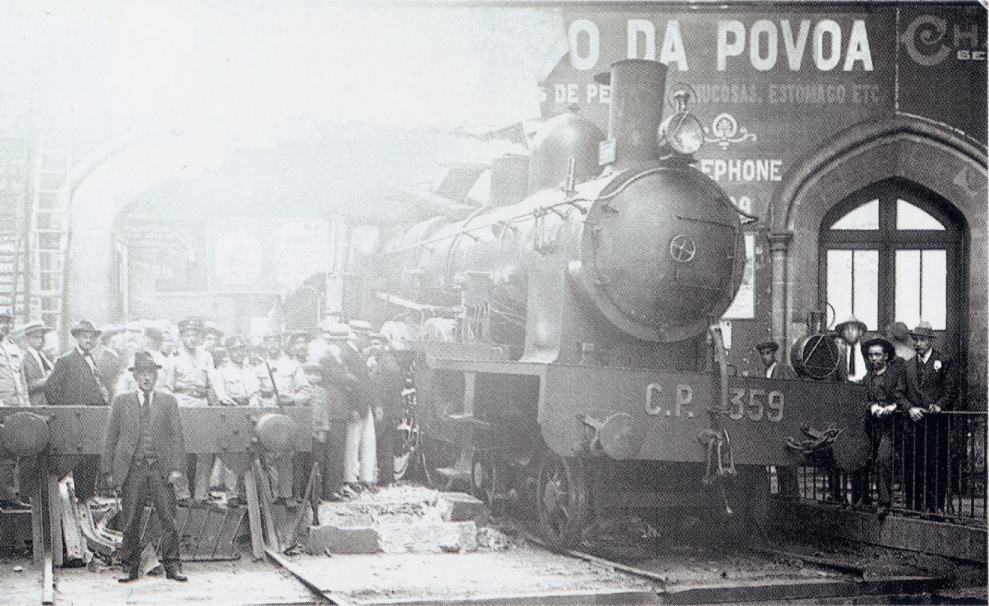
Acidente ocorrido na estação do Rossio, em 1922.

#### Décadas de 1920 e 1930
Em 1925, entraram ao serviço as locomotivas a vapor da Série 501 a 508, que começaram desde logo a rebocar os comboios rápidos entre a gare do Rossio e Vila Nova de Gaia. Em 1923 realizaram-se obras no edifício, tendo o vestíbulo superior sido dotado de bilheteiras.
Em 1 de Julho de 1926, relatou-se que a Companhia dos Caminhos de Ferro Portugueses já tinha iniciado um concurso para a electrificação da Linha de Sintra, incluindo o troço até ao Rossio. A 25 de junho de 1932, parte desta estação o primeiro Comboio Mistério, um comboio especial promovido pelo Serviço de Turismo. Em 1934, a estação foi alvo de obras de reparação.

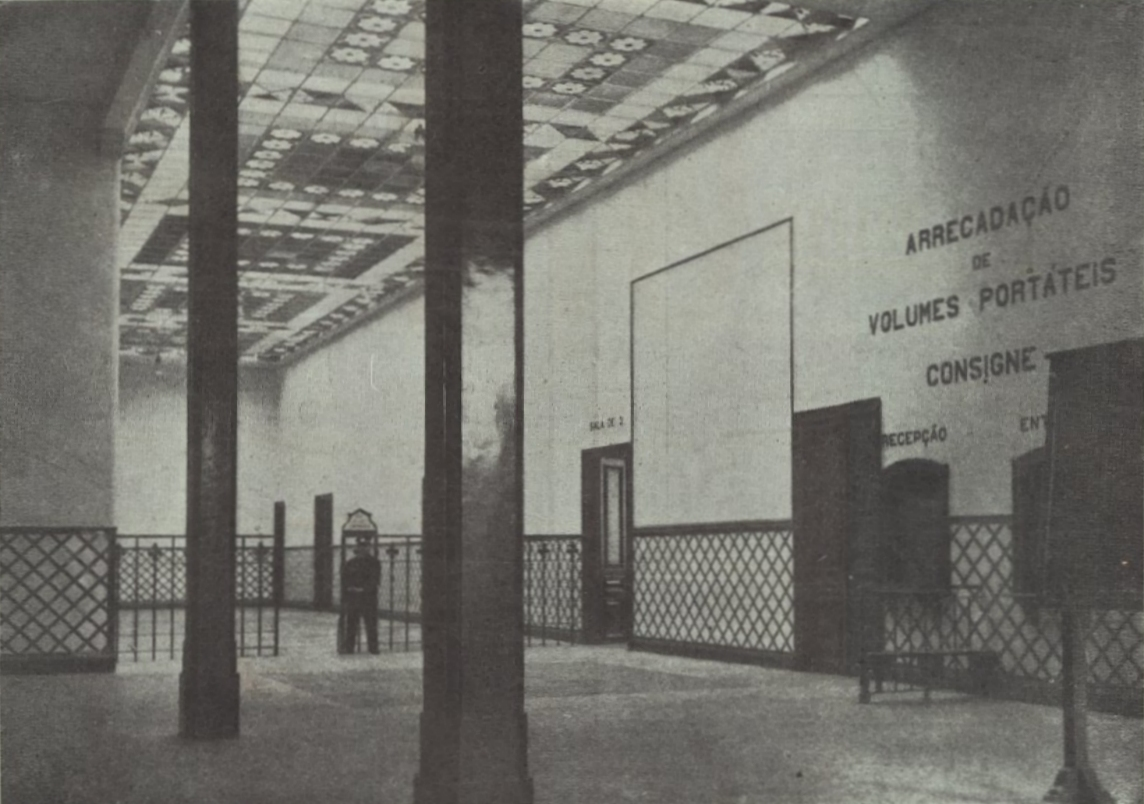
Interior da estação após a intervenção de Cottinelli Telmo, em 1934.

Em 1934, o arquitecto Cottinelli Telmo foi premiado num concurso para a renovação estética da Gare do Rossio. Em 1938, foi projectada a modernização da estação, cujas obras iniciaram-se em 1948, e em 1939 foi elaborado o projecto para a torre de sinalização. Nesta época, o Rossio ainda era considerada como a gare central de Lisboa e a mais importante do país, com ligação aos principais comboios internacionais, embora já se tivesse começado a tornar desadequada para esta função. Um dos principais problemas era a aparência interior, muito pobre em relação ao exterior, e pouco adequada à imagem da estação como a gare internacional de Lisboa. Assim, Cottinelli Telmo debruçou-se especialmente às áreas públicas, tendo o átrio inferior sido profundamente modificado, e os pavimentos, as paredes e as colunas de ferro foram revestidos com placas de mármore. As antigas cabanas de madeira onde estavam instaladas as bilheteiras foram substituídas por grandes vidraças com perfis metálicos cromados, e no vestíbulo superior, de acesso às plataformas, foi instalada uma bateria de cabinas de controle com torniquetes metálicos, que criou um cenário de movimento, apropriado para o grande tráfego de passageiros no interior da estação.

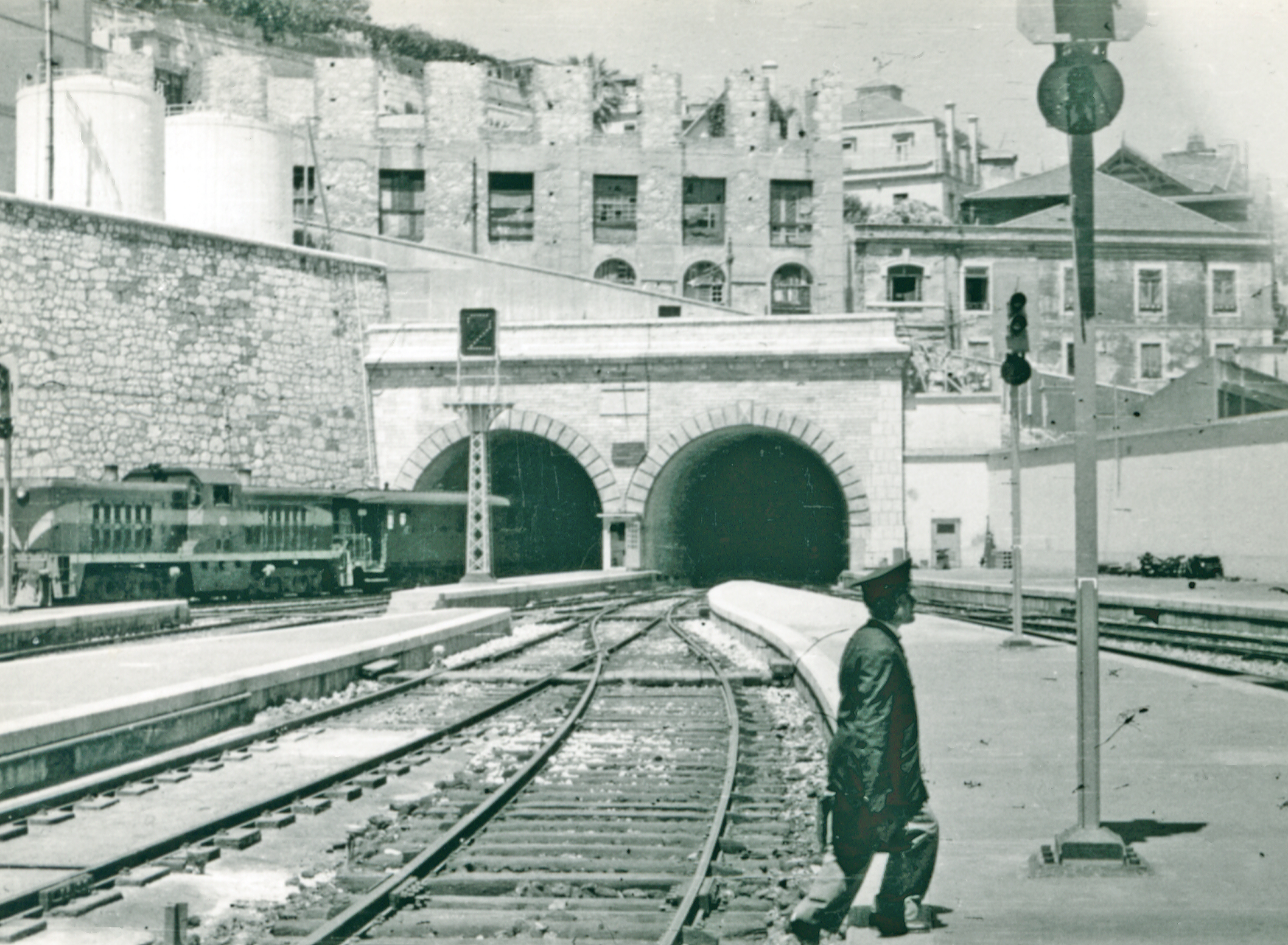
Vista da estação em Julho de 1956, antes das obras de electrificação.

#### Décadas de 1940 e 1950
Em 1943, foi na Gare do Rossio que se iniciou a viagem inaugural do Lusitânia Expresso. Em 1948, a C. P. colocou ao serviço uma série de locomotivas a gasóleo que passaram a assegurar a condução dos comboios rápidos entre Lisboa e o Porto, embora os comboios desde a Gare do Rossio até Campolide continuassem a ser feitos por locomotivas a vapor, uma vez que o material a diesel-elétrico não podia passar pelo Túnel do Rossio, por falta de circulação de ar; este problema viria a ser obviado com a instalação em 1948 de unidades de ventilação Westinghouse. Em 1947 a gare fora alvo de obras, tendo sido substituído por mármore o ferro das colunas e a betonilha do pavimento; uma nova secção de informações instala-se no antigo depósito de bagagens.

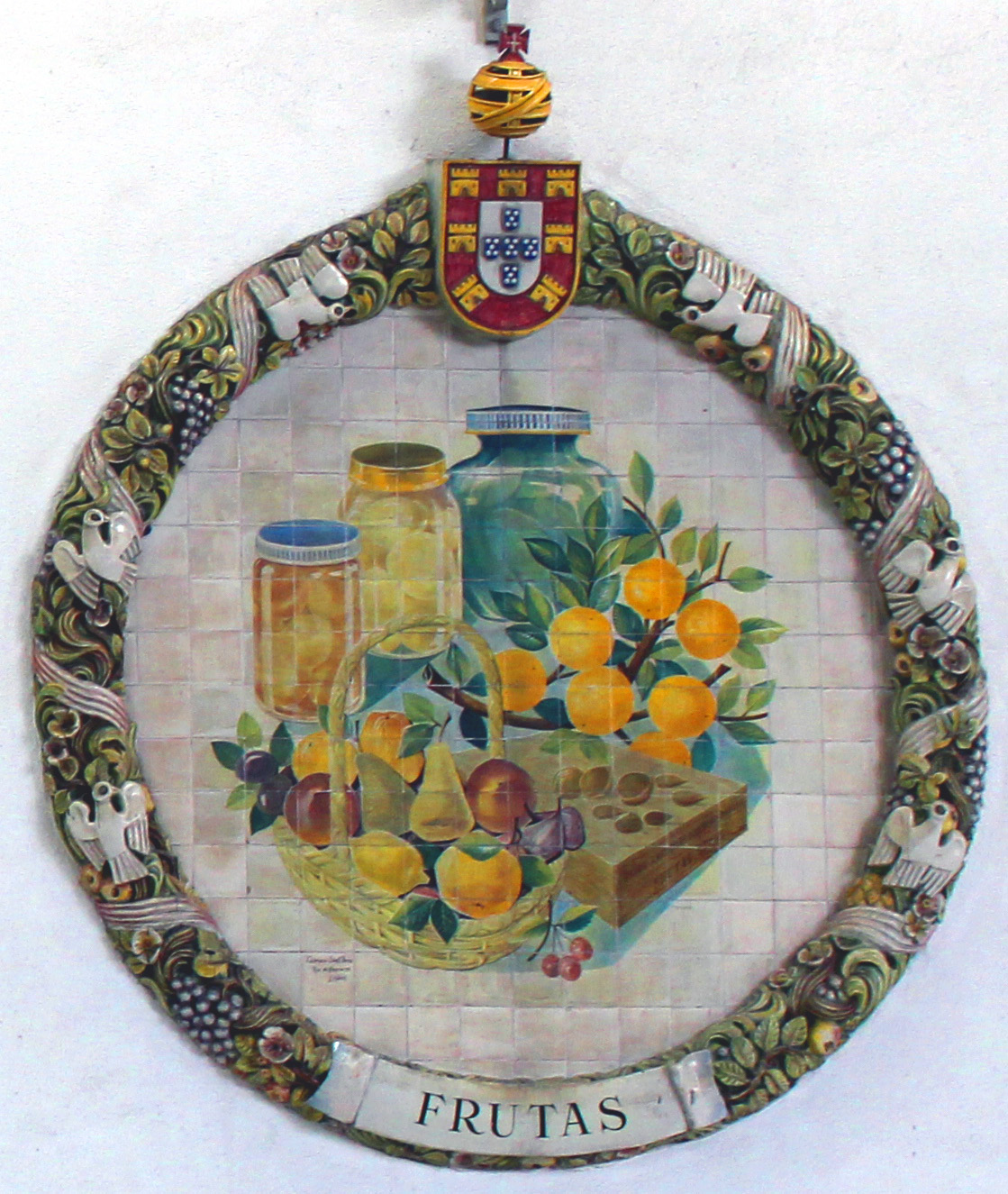
Um dos 14 painéis decorativos de azulejo de Donnat e Amaral, instalados na gare em 1956.

Em 18 de Novembro de 1954, foi determinada a interrupção da circulação no Túnel do Rossio, de forma a proceder a obras de electrificação. O tráfego foi desviado para as estações de Sete Rios, Entrecampos e Santa Apolónia, tendo esta última retomado a sua função como a principal gare para os serviços de longo curso em Lisboa. No entanto, esta medida criou graves inconvenientes à população, uma vez que a estação era muito utilizada devido à sua localização no centro da cidade, e que passou a ter de utilizar outros meios de transporte para aceder aos comboios. Embora inicialmente tivesse sido previsto um prazo de três meses para as obras, este foi prolongado para quatro meses, tendo a estação sido reaberta em Julho de 1955. No dia 11 de Julho, o Ministro das Comunicações, Manuel Gomes de Araújo, em conjunto com várias autoridades do estado e da Companhia dos Caminhos de Ferro Portugueses, visitou as obras na gare ferroviária e no túnel do Rossio. Entre as modificações na estação, foi alterada a iluminação, que passou a ser feita com lâmpadas fluorescentes, foram instalados novos pavimentos com novas vias, melhoradas as curvas de entrada e a sinalização, e removidas as gruas de fornecimento de água às locomotivas, que deixaram de ser necessárias com a introdução da tracção eléctrica. No dia seguinte, foram reiniciados os serviços de passageiros até à Gare do Rossio, com os dois primeiros comboios a sair de manhã com destino a Sintra e Estação de Vila Franca de Xira. Em 1955, os comboios de passageiros de longo curso deixaram de ir até ao Rossio, tendo sido passados para a estação de Santa Apolónia, permanecendo como terminal de serviços suburbanos e da Linha do Oeste.
A inauguração da tracção eléctrica na Linha de Sintra foi marcada para o dia 28 de Outubro de 1956, mas devido ao atraso das obras, só foi realizada em 28 de Abril de 1957. Foi organizado um comboio especial entre Lisboa e Sintra, tendo o tipo de tracção sido mudado nessa noite. Com a electrificação, passaram a circular diariamente 75 comboios entre a Gare do Rossio e Sintra, cumprindo 119 marchas por dia, tendo o tempo de viagem sido reduzido de 59 para 36 minutos.
Ainda em 1956, os serviços de mecanografia da CP passaram de Santa Apolónia para a Gare do Rossio, tendo sido adquirido material electromecânico Bull de cartões perfurados. Em 9 de Julho desse ano, foi inaugurada uma biblioteca técnica para uso do pessoal da Companhia.

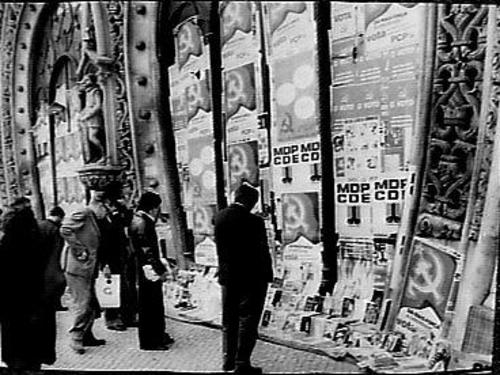
Cartazes eleitorais na fachada da estação, em 1975

#### Década de 1970
Em 15 de Abril de 1970, entraram ao serviço novas máquinas automáticas para a venda de bilhetes. Em 1976 esta interface foi alvo da primeira experiência em Portugal de rentabilização de espaços ferroviários, através da instalação do Centro Comercial do Rossio,, também chamado Centro Comercial Terminal (e que incluia um cinema com este nome, que incluia iconografia ferroviária na sua bilhética) — ocupava os níveis intermédios do edifício principal.

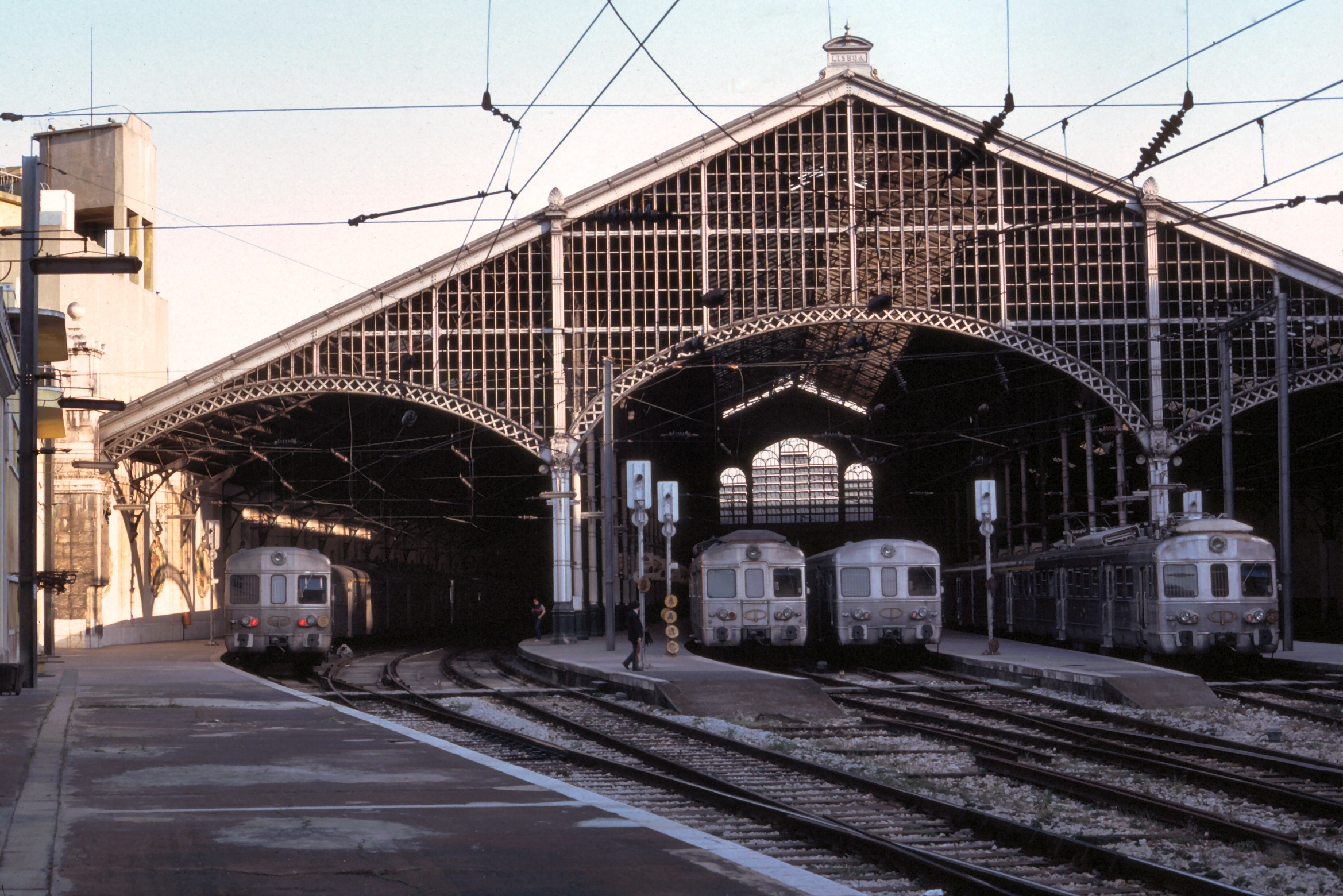
Vista da estação, em 1984.

Na manhã do dia 25 de Abril de 1974, os comboios na Linha de Sintra não circularam até à Gare do Rossio, tendo sido parados nas estações intermédias da linha. Em 1 de Julho de 1975, os passageiros organizaram um protesto nesta estação, contra os aumentos das tarifas.

#### Modernização
A partir de finais do século XX (após 1984), a Estação do Rossio deixa de ser terminal os serviços da Linha do Oeste, e passa a servir regularmente apenas comboios suburbanos, da Linha de Sintra.[carece de fontes?]

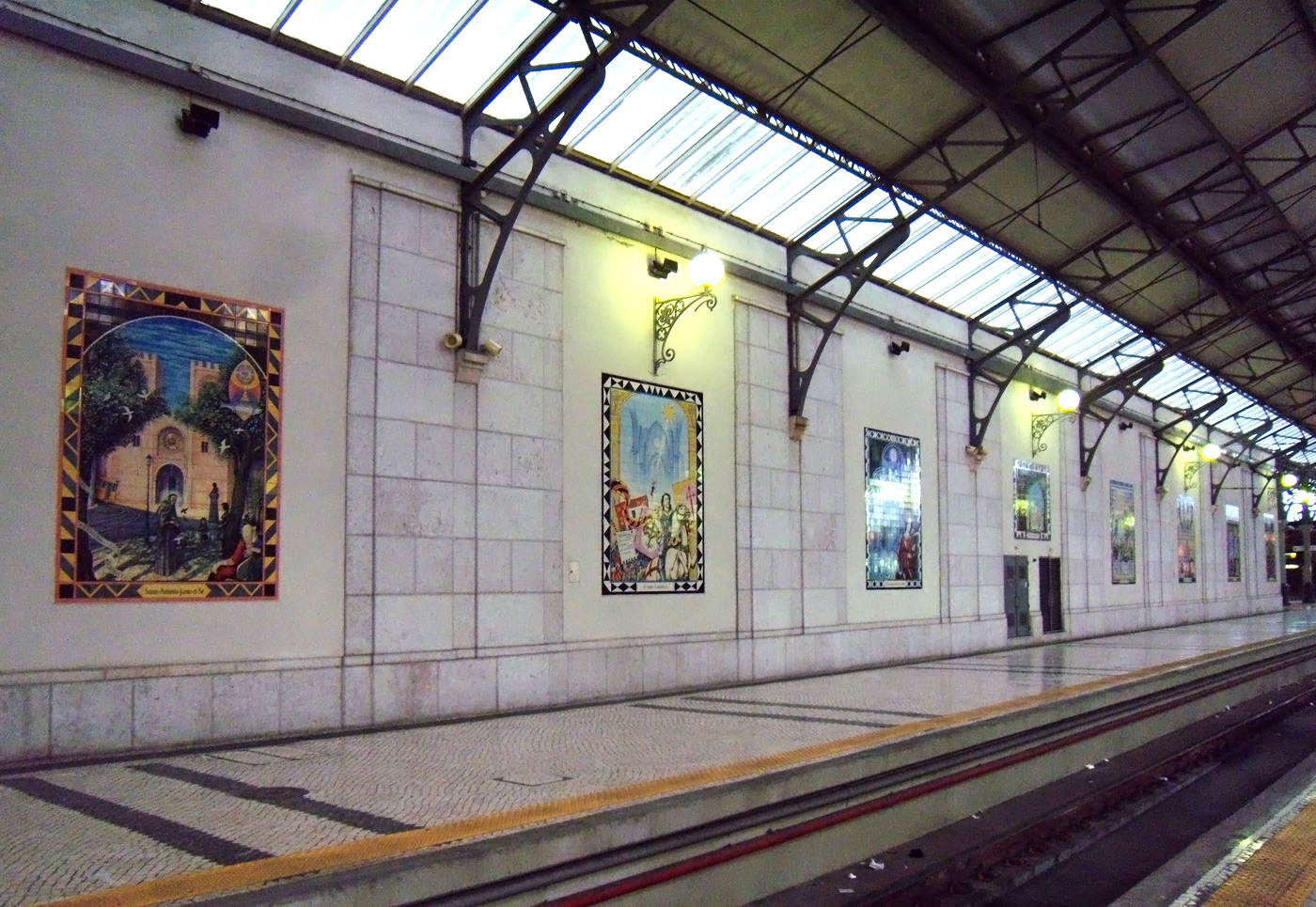
Alguns dos 13 painés decorativos de azulejo, de Lima de Freitas, instalados na gare em 1996.

Na década de 1990, a companhia dos Caminhos de Ferro Portugueses iniciou um programa de modernização da Linha de Sintra, onde se encontrava prevista a remodelação de todas as estações. No caso da Gare do Rossio, estas obras contemplavam a supressão de cinco vias no interior, a construção de uma ligação ao Metropolitano de Lisboa, e o desmantelamento do Centro Comercial do Rossio / Terminal. A estação foi reaberta a 7 de Outubro de 1996, agora dotada de uma interface de ligação direta ao Metropolitano de Lisboa, constituída por um vasto átrio com escadas rolantes sob as plataformas, comunicando com uma galeria subterrânea (entre o Hotel Éden e o Palácio Foz) com passadeiras mecânicas, que desemboca no átrio sul da estação Restauradores.

### Século XXI
O Túnel do Rossio esteve encerrado ao tráfego entre 22 de Outubro de 2004 e 16 de Fevereiro de 2008, para obras de reabilitação, durante as quais a Estação do Rossio esteve desactivada, tendo o edifício e espaço envolvente (L. Dq. Cadaval) sido alvo de obras reabilitação concluídas em março de 2007. Chegou a ser equacionada a sua não-reabertura, numa fase de dificuldades técnicas nos trabalhos do túnel, propondo-se a reutilização do imóvel para fins hoteleiros.
Em 3 de maio de 2016, a estátua do rei D. Sebastião da autoria de Gabriel Farail (1838-1892), que se encontrava num nicho à porta da estação desde a sua construção, ficou totalmente destruída, desfeita em 90 fragmentos, depois de um jovem turista subir ao local para tirar fotografias. Existe uma réplica desta escultura no Instituto de Oftalmologia Dr. Gama Pinto, em Lisboa, bem como os respetivos moldes, no Museu do Chiado. Em 2021, a Infraestruturas de Portugal anunciou que, após o restauro que decorreu em parceria com a Direção-Geral do Património Cultural, concuído em agosto de 2020, a enfraquecida estátua iria ser reposta em exposição pública na estação mas «em local seguro para que não seja alvo de outros atos de vandalismo», nomeadamente numa redoma de vidro a erigir no átrio inferior, ao mesmo tempo que uma réplica da autoria do escultor Pedro Lino iria ocupar o local original na fachada da estação — o que acabou por se verificar na primeira metade de 2021.[carece de fontes?]

Em 2023 esta estação, juntamente com outras duas em Portugal (São Bento e Oriente), foi considerada pela edição espanhola da revista Condé Nast Traveler como uma das 45 estações de comboio «mais incríveis do mundo» (ou: «mais fascinantes», ou «mais bonitas»)…

## Referências literárias

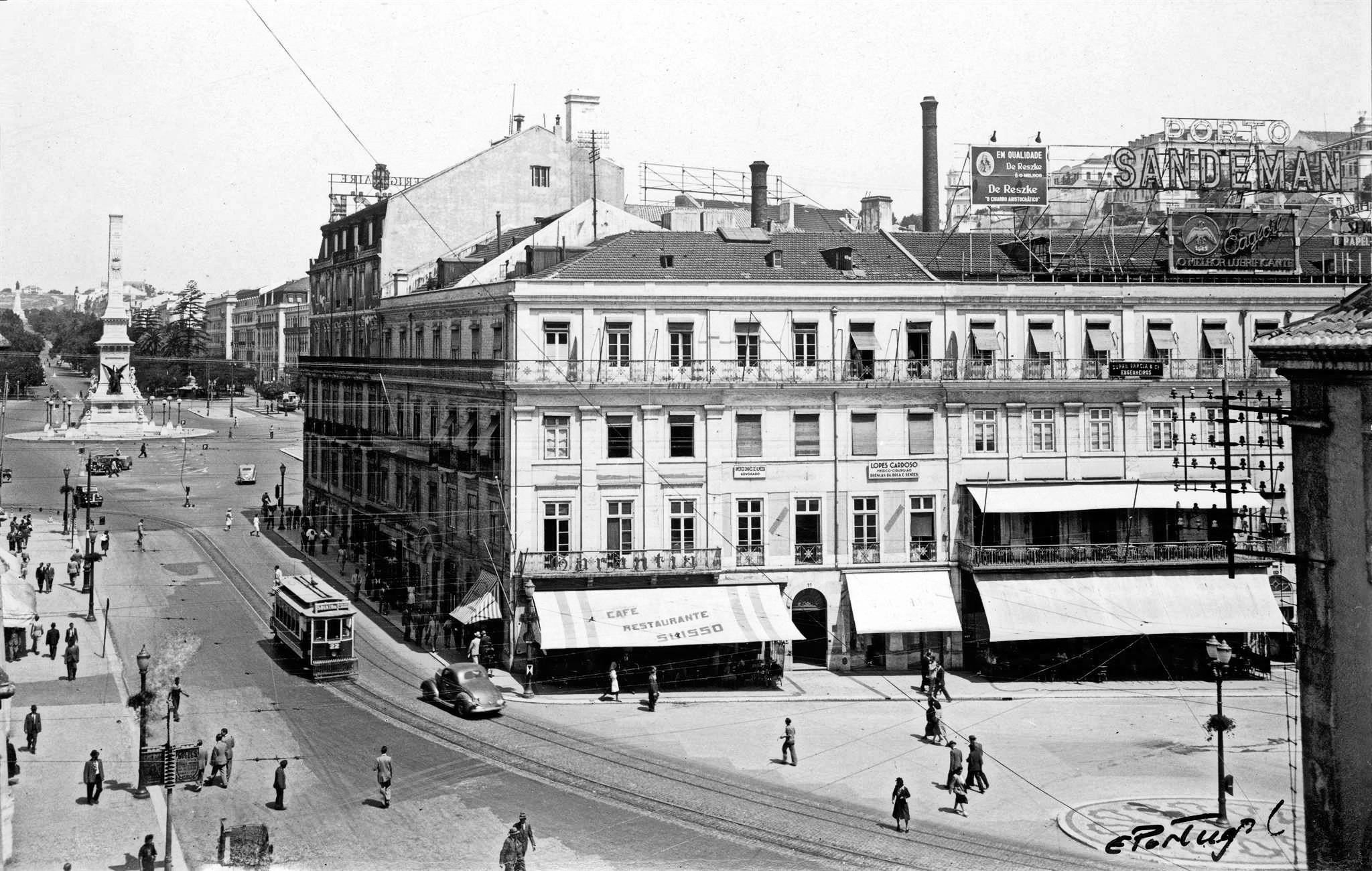
Os cafés da Praça D. João da Câmara, fronteira à entrada principal da estação do Rossio, na década de 1950.